# 英韦·卡斯林德
英韦·卡斯林德（瑞典語：Yngve Casslind，1932年6月28日—1992年9月17日），瑞典男子冰球运动员，场上位置是守门员。他曾代表瑞典国家队参加1956年冬季奥林匹克运动会冰球比赛，获得第4名。